# Karl-Seitz-Hof

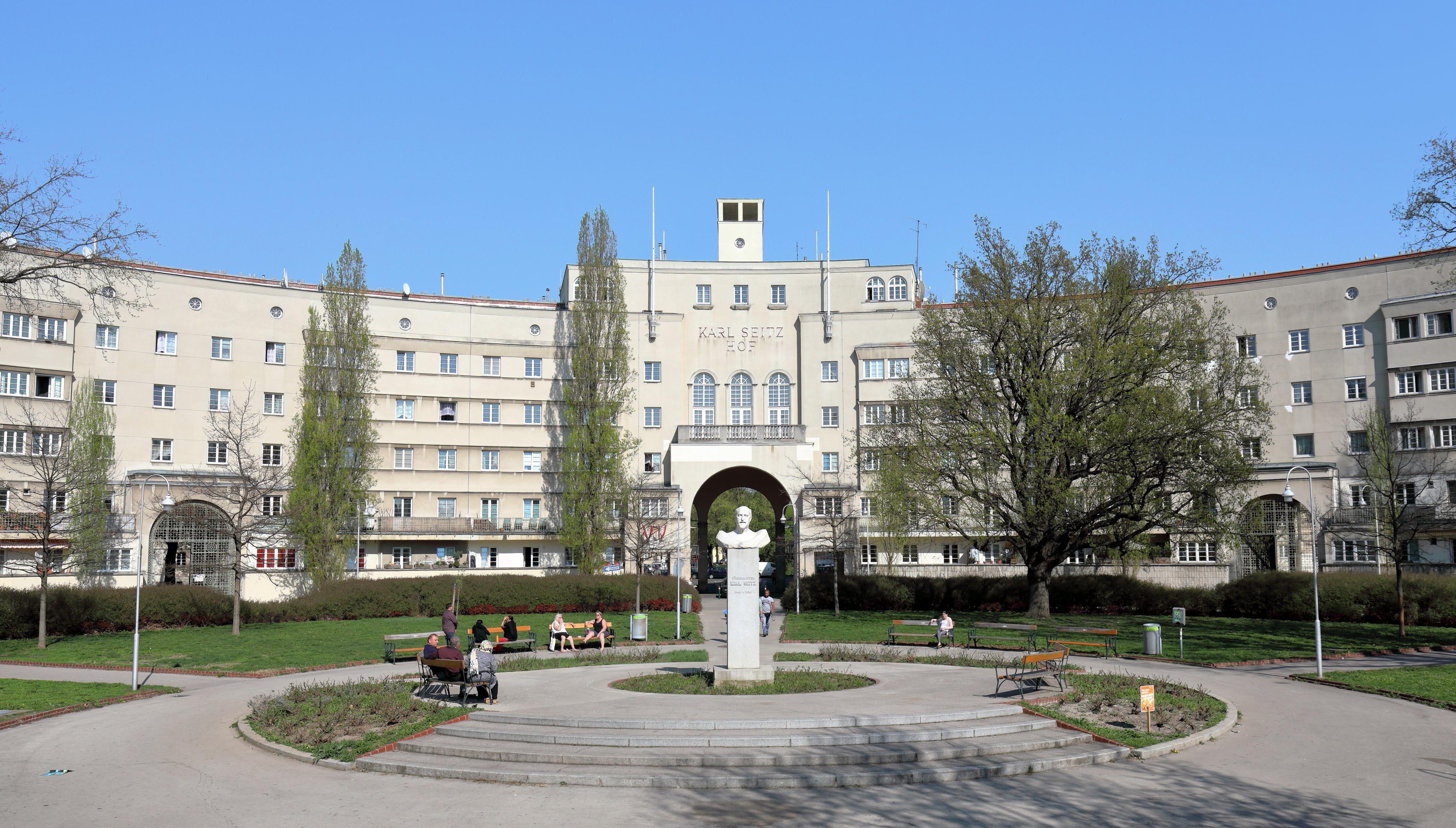
Zentrum des Karl-Seitz-Hofes

Der Karl-Seitz-Hof ist eine von 1926 bis 1933 erbaute, 1951 so benannte große städtische Wohnhausanlage (ein „Gemeindebau“) mit Adressen Jedleseer Straße 66–94 / Voltagasse / Bunsengasse / Dunantgasse (zur Erbauungszeit: Moltkegasse) in Floridsdorf, dem 21. Wiener Gemeindebezirk. Obwohl sie als Teil von Jedlesee empfunden wird, gehört sie tatsächlich zur Katastralgemeinde Großjedlersdorf II (Neujedlersdorf). Die zuvor Gartenstadt genannte Anlage war 1934 ein Schauplatz des Bürgerkriegs und ist seit 1951 nach Bürgermeister Karl Seitz benannt, der seine politische Karriere als Abgeordneter für Floridsdorf begann.

## Architektur

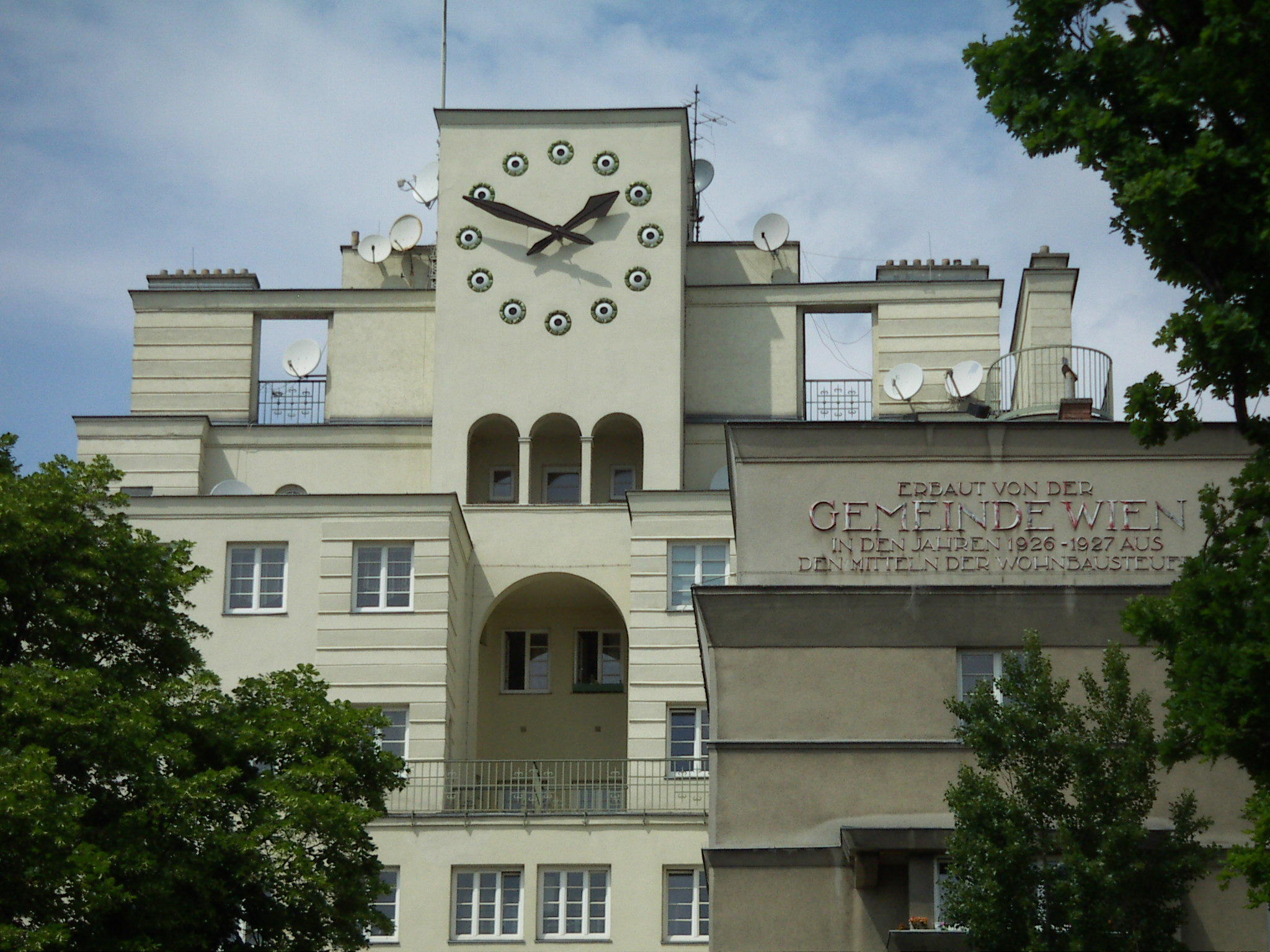
Karl-Seitz-Hof

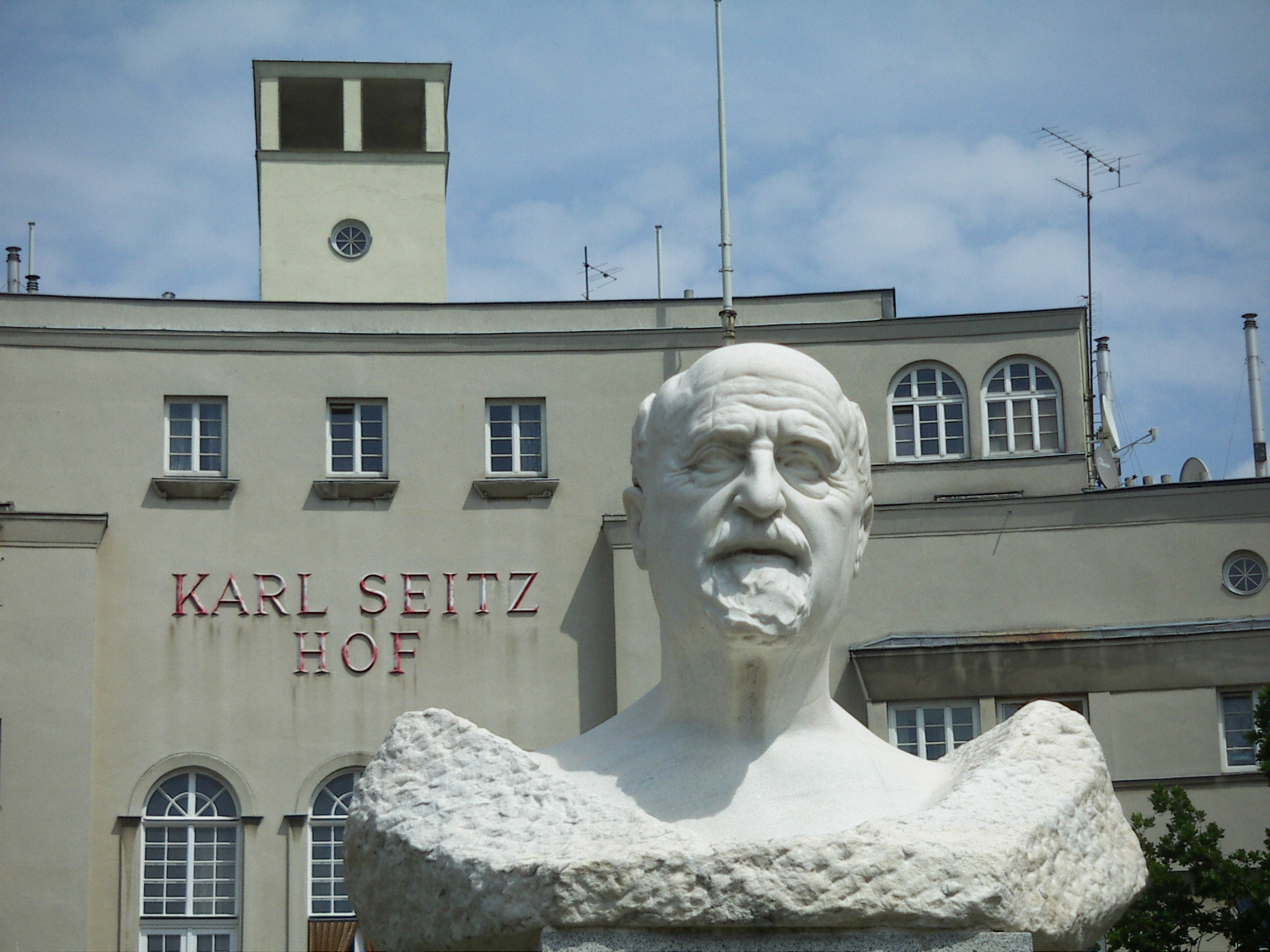
Gustinus Ambrosi: Skulptur von Karl Seitz, 1951

Die nach Plänen von Hubert Gessner 1926 begonnene und 1933 vollendete Wohnhausanlage der Gemeinde Wien umfasst 1173 Wohnungen. Sie entspricht architektonisch mit ihrer Betonung des Horizontalen, den gestaffelt aufgebauten Türmen und mit der markanten halbkreisförmigen, zurückspringenden Mittelfront, in deren Achse sich der Eingang in die Höfe befindet, dem Repräsentationsbedürfnis der Sozialdemokratie  der Ersten Republik für die von ihr vertretene Arbeiterschaft, das sich damals in mehreren Wiener „Superblocks“ zeigte.
Zugleich gilt die Anlage wegen ihrer Gliederung durch geschickt gestaltete Innenhöfe und ihrer geringen Flächenverbauung als Vertreterin des „Gartenstadt“-Typs. Sie zählt zu den interessantesten Planungen der ausgehenden 1920er Jahre in Wien und leitet über zum Typus des „aufgelockerten Superblocks“, wie er etwa im George-Washington-Hof auf dem Wienerberg im 10. Wiener Gemeindebezirk realisiert wurde. Randverbauungen, bei denen für die Häuser oft kaum ein Viertel der zur Verfügung stehenden Grundfläche tatsächlich in Anspruch genommen wurde, waren in den beginnenden 1930er Jahren hier keine Seltenheit.
Eine von Gustinus Ambrosi geschaffene, Seitz darstellende Büste wurde am 16. Juni 1951 anlässlich der Benennung der Anlage nach dem 1950 Verstorbenen enthüllt. Sie befindet sich auf einem Vierkantsockel auf dem Hauptplatz der Wohnhausanlage, der 1998 Karl-Seitz-Platz benannt wurde. In der Achse der Edisongasse steht die 1951 von Wilhelm Frass geschaffene und durch den Haupteingang sichtbare Skulptur Schreitender.
Seit 1964 gehört der 40 Meter hohe, frei stehende pyramidenförmige Kirchturm der Pfarrkirche Gartenstadt zur Silhouette des Karl-Seitz-Hofs.
2006 wurde eine Tiefgarage errichtet.

## Stadtgeschichte
Während des Februaraufstands von 1934 gegen die Dollfuß-Diktatur gehörte die Gartenstadt zu den Widerstandszentren des Republikanischen Schutzbundes und fiel den Regierungstruppen erst am 14. Februar 1934 nach vorangegangener Beschießung durch einen auf dem Nordwestbahngleis aufgefahrenen Panzerzug des Bundesheeres in die Hände.

## Karl Seitz
Die Anlage ist nach Karl Seitz, dem 1901 gewählten ersten sozialdemokratischen Reichsratsabgeordneten des Bezirks Floridsdorf, benannt. Seitz war 1918–1920 erstes republikanisches Staatsoberhaupt Deutschösterreichs  und 1923–1934 Bürgermeister und Landeshauptmann von Wien, bis er von der Dollfuß-Diktatur seines Amtes enthoben wurde. Er realisierte während seiner Amtszeit unter anderem große soziale Wohnbauprogramme (über 63.000 Wohnungen innerhalb eines Jahrzehnts).

## Franz Jonas
Die Mutter des Wiener Bürgermeisters 1951–1965 und  Bundespräsidenten 1965–1974, Franz Jonas, wohnte viele Jahre lang in einer kleinen Wohnung im Karl-Seitz-Hof, obwohl ihr Sohn ihr leicht eine größere hätte beschaffen können.